# Abergavenny
Abergavenny (wal. Y Fenni) – miasteczko w południowo-wschodniej Walii, w hrabstwie Monmouthshire.
Miejscowość leży 24 km na zachód od stolicy hrabstwa, Monmouth oraz 10 km od granicy z Anglią, przy ujściu rzeki Gavenny do rzeki Usk. Jest często promowane jako "brama wjazdowa do Walii". W języku walijskim nazwa znaczy "ujście rzeki Gavenny". W czasach cesarstwa rzymskiego nazywało się Gobannium i było fortem.
Z Abergavenny pochodzi Rebecca James, brytyjska kolarka torowa i przełajowa, dwukrotna wicemistrzyni olimpijska, wielokrotna medalistka torowych mistrzostw świata i brązowa medalistka mistrzostw Europy.